# Bryan Herta

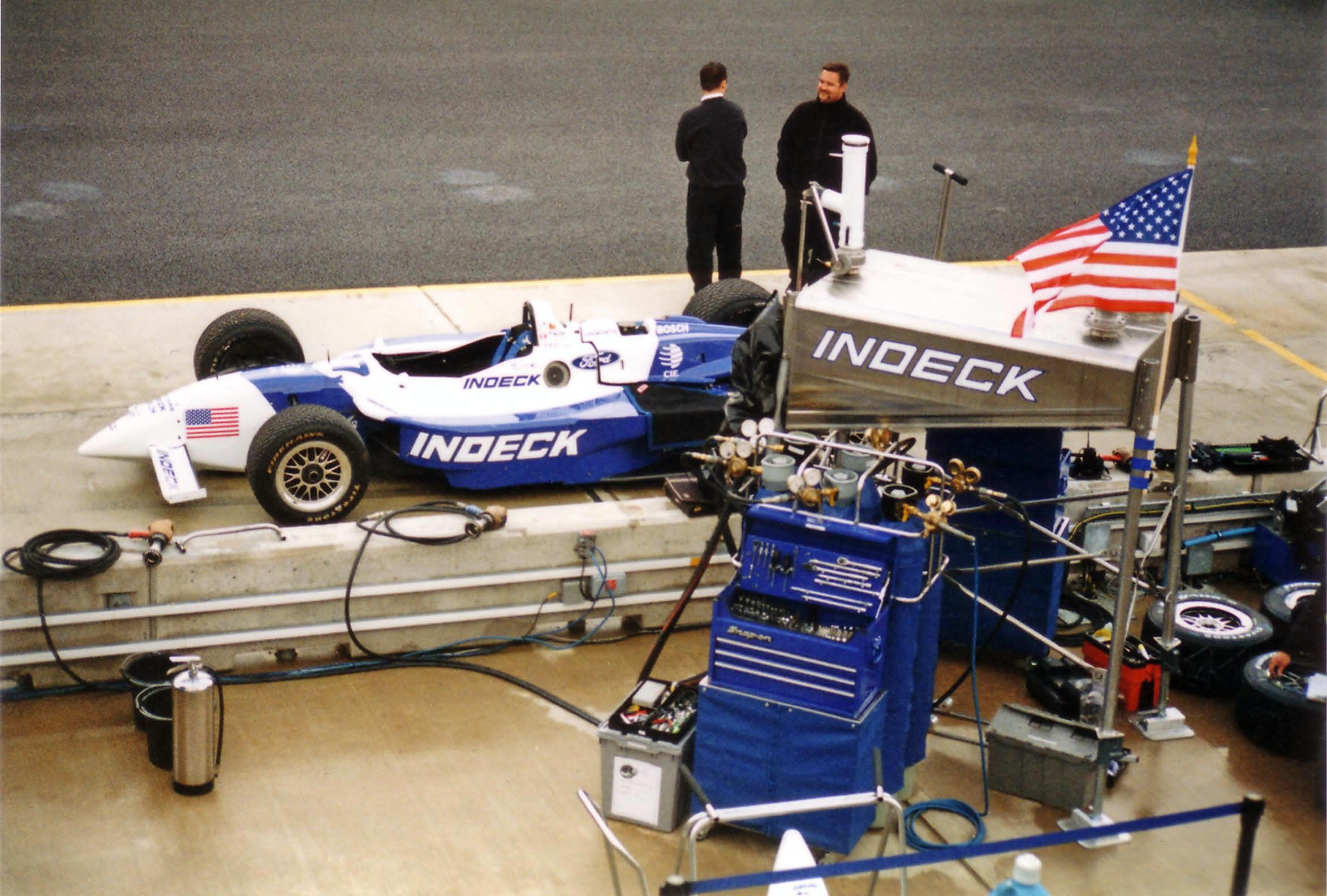
Reynard de Bryan Herta en la fecha de Rockingham de la CART 2001

Bryan Herta (Warren, Míchigan, Estados Unidos; 23 de mayo de 1970) es un expiloto y dueño de equipo de automovilismo estadounidense. Compitió en el campeonato estadounidense de monoplazas CART desde 1994 hasta 2003 y en la IndyCar Series desde 2003 hasta 2006, acumulando un total de cuatro victorias, 17 podios y diez pole positions. Su mejor resultado de campeonato fue octavo en la CART 1996, CART 1998 e IndyCar 2005. También resultó segundo absoluto y ganador en la clase LMP2 en las 12 Horas de Sebring de 2007.
Luego de su retiro a mediados de 2008, fundó el equipo Bryan Herta Autosport, que ha competido en la IndyCar y la Indy Lights. Logró la victoria en las 500 Millas de Indianápolis de 2011 como dueño de equipo.

## Inicios
A los 20 años, Herta resultó quinto en la categoría promocional de monoplazas Skip Barber Pro. En 1991 consiguió el título con cuatro victorias y diez podios en doce carreras. El piloto ascendió a la Indy Lights, donde se repitieron los resultados: culminó quinto en 1992 y ganó el campeonato en 1993, en el último caso con siete victorias en doce carreras.

## CART (1994-2001)
Herta debutó en la CART en 1994 con el equipo Foyt como sustituto de Davy Jones, resultando noveno en las 500 Millas de Indianápolis. Luego disputó las siguientes cuatro fechas, resultando noveno y décimo en dos de ellas. En la siguiente fecha se lesionó y debió ausentarse el resto de la temporada.
Ganassi contrató a Herta para la temporada 1995. Logró un segundo puesto en Cleveland, un quinto y un décimo como únicos resultados puntuables, y abandonó en diez de 17 carreras. Así, terminó 20º en el campeonato y se fue del equipo.
El piloto recaló en el equipo Rahal, con el que debutó con un décimo puesto. Luego de un comienzo mediocre, llegó entre los primeros seis en las últimas siete fechas del certamen, con lo que remontó hasta la octava colocación en la tabla general de 1996. Dicha racha incluyó dos segundos puestos en su Míchigan natal y en Laguna Seca, en este último caso luego de que el eventual ganador y campeón Alessandro Zanardi lo adelantara en la última vuelta cortando por fuera de la curva Sacacorchos.
Continuando con Rahal en 1997, Herta obtuvo un tercer puesto, un quinto, tres sextos y dos séptimos entre otros resultados puntuables, terminando 11º en la tabla general.
Herta tuvo una temporada irregular en 1998. Logró su primera victoria en Laguna Seca frente a Zanardi, y consiguió dos terceros lugares, un cuarto y un quinto. Sin embargo, abandonó en ocho carreras de 19, de modo que finalizó octavo en el campeonato.
En 1999 logró la pole position y obtuvo su segunda victoria en el circuito de laguna seca. Finalizó esa temporada en el puesto 12 con 84 puntos.
El piloto disputó solamente seis carreras de la CART en 2000, logrando un quinto puesto con Walker, un noveno con Mo Nunn y un cuarto con Forsythe. Se convirtió en piloto titular de Forsythe para la temporada 2001. Padeció de numerosos abandonos y arribos fuera de la zona de puntos, logrando un tercer lugar, un quinto, un décimo y un duodécimo como únicos resultados puntuables. Por tanto, quedó relegado a la 22.ª colocación final.

## IndyCar, ALMS y otros (2002-2008)
Herta se convirtió en piloto oficial de Panoz en la American Le Mans Series para la temporada 2002. Al volante de un Panoz LMP01 Evo de la clase mayor LMP900, logró un tercer puesto, dos cuartos y dos quintos, terminando así décimo en el campeonato de pilotos de LMP900 y tercero en el de equipos. También corrió en las 24 Horas de Le Mans con dicho equipo
El estadounidense retornó a los monoplazas en 2003, al disputar 11 de las 16 carreras de la IndyCar con el equipo Andretti, en sustitución del lesionado Dario Franchitti. Ganó en Texas y acumuló tres terceros puestos y dos quintos, lo que le bastó para alcanzar la 13.ª posición en el campeonato. Ese mismo año, corrió en las 12 Horas de Sebring con un Reynard de la clase LMP900, la fecha de Laguna Seca de la CART con el equipo PK; y la fecha de Fontana de la NASCAR West con un Chevrolet.
Andretti Green agregó un cuarto automóvil para Herta en 2004, sumándolo a Franchitti, Tony Kanaan y Dan Wheldon en su estructura. El estadounidense obtuvo un segundo lugar, dos cuartos (uno de ellos en las 500 Millas de Indianápolis), un quinto y diez top 10 en 16 carreras. De este modo, concluyó el año en la novena colocación.
En 2005, venció en Michigan y terminó tercero en las 500 Millas de Indianápolis. También obtuvo un cuarto puesto, un quinto y nueve top 10 en 17 carreras. Por tanto, el piloto quedó octavo en el campeonato por tercera vez. Además, disputó las 24 Horas de Daytona con un Doran oficial, y cuatro fechas del A1 Grand Prix en el equipo estadounidense.
En su cuarto año con Andretti Green en la IndyCar, logró un cuarto lugar, dos sextos, un séptimo y dos décimos como únicos top 10. Así, finalizó su etapa en monoplazas a la edad de 36 años con un 11º puesto de campeonato. También en 2006, llegó noveno en las 24 Horas de Daytona con un Crawford Ford de Finlay.
Herta continuó como piloto de Andretti Green, y volvió a la American Le Mans Series para la temporada 2007. Pilotando un Acura ARX-01a junto a Dario Franchitti, obtuvo la victoria en la clase LMP2 en las 12 Horas de Sebring (además de resultar segundo absoluto) y otros dos podios. El estadounidense quedó 13º en el campeonato de pilotos de LMP2 y quinto en el de equipos.
Adoptando el renovado Acura ARX-01b, Herta disputó las primeras cuatro fechas de la ALMS 2008, tras lo cual se retiró como piloto y fundó el equipo Byran Herta Autosoport.